# عبد النور بلخير
عبد النور بلخير هو لاعب كرة قدم جزائري في مركز الهجوم، ولد في 21 فبراير 1989 في أرزيو في الجزائر. لعب مع اتحاد البليدة.

## وصلات خارجية
- عبد النور بلخير على موقع قاعدة بيانات كرة القدم.إي يو (الإنجليزية)
- عبد النور بلخير على موقع ناشيونال فوتبول تيمز (الإنجليزية)
- عبد النور بلخير على موقع Soccerway.com (الإنجليزية)